# Knautia arvensis
La escabiosa, lengua de vaca o viuda silvestre (Knautia arvensis) es una planta de las zonas templadas de Europa y Norte de África donde crece en los bosques y zonas templadas soleadas.

## Características
Es una planta velluda que alcanza 1 metro de altura con raíz perenne. Tallo erecto y rígido. Hojas de color grisáceo, pareadas y divididas en segmentos desiguales. Las flores son muy pequeñas de color lila y se agrupan en capítulos de 4 cm de diámetro. El fruto es grande con cuatro esquinas, coronado por frágiles pelillos.

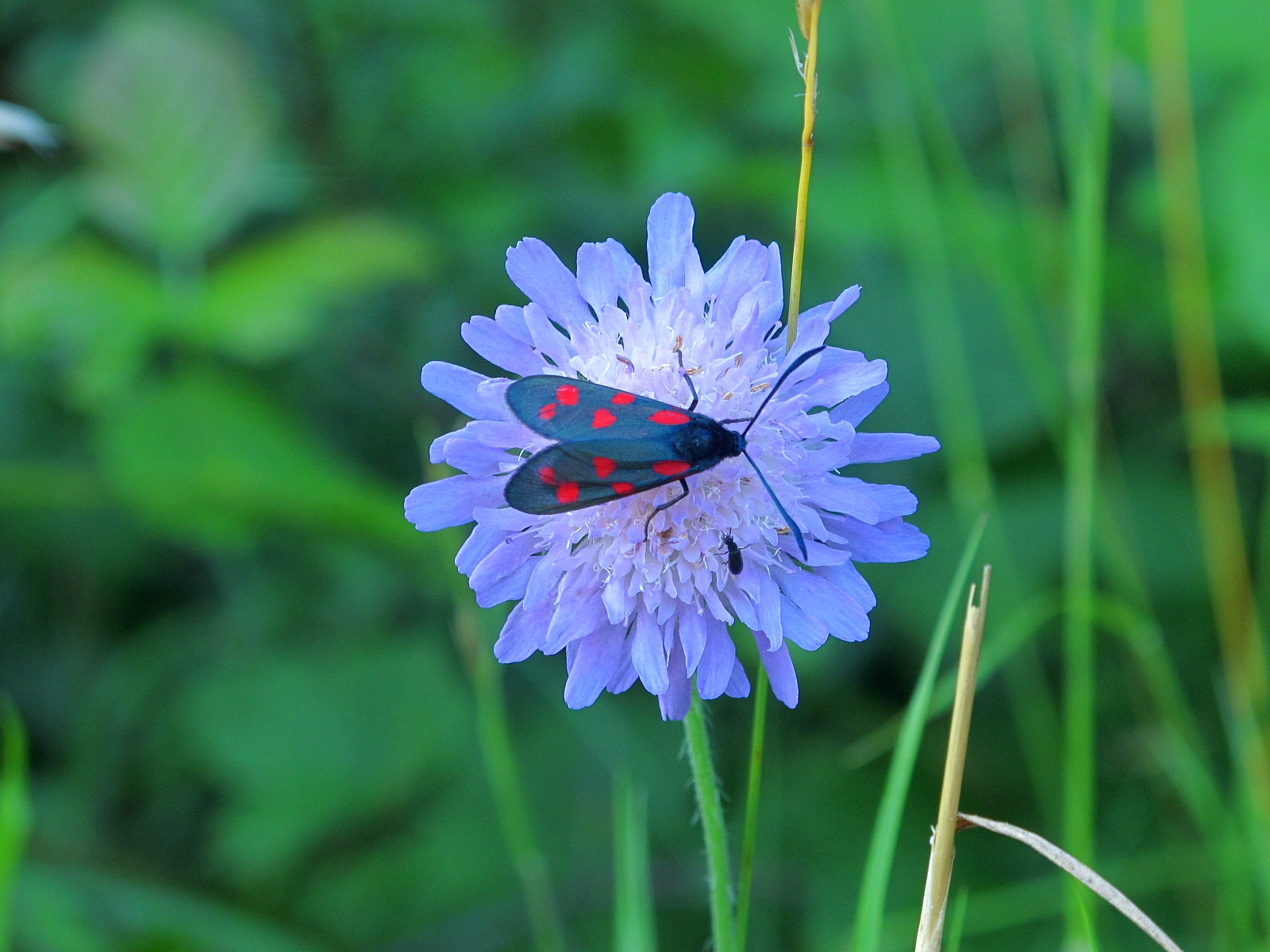
Zigendoj e Knautia arvensis

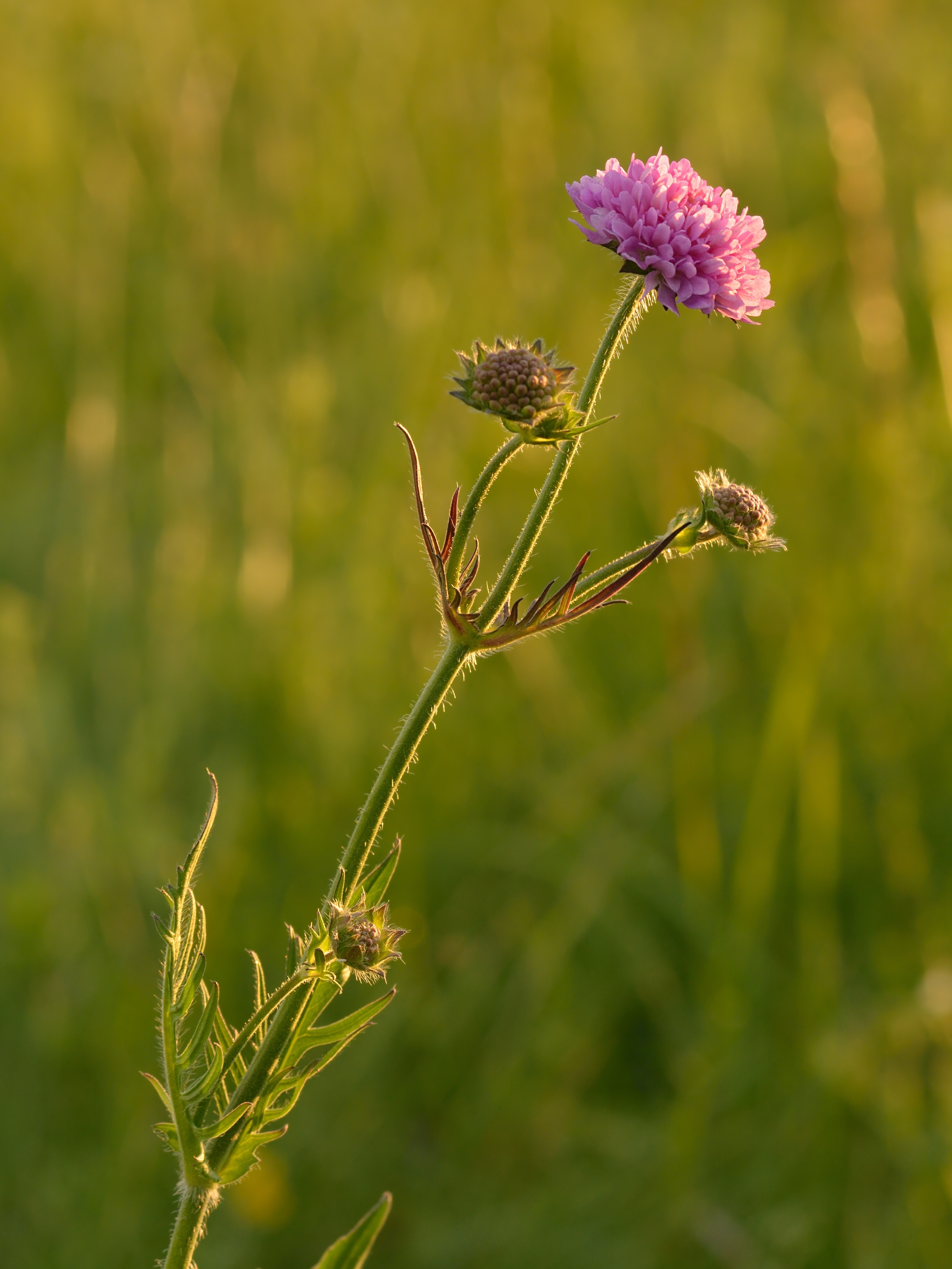
Vista de la planta

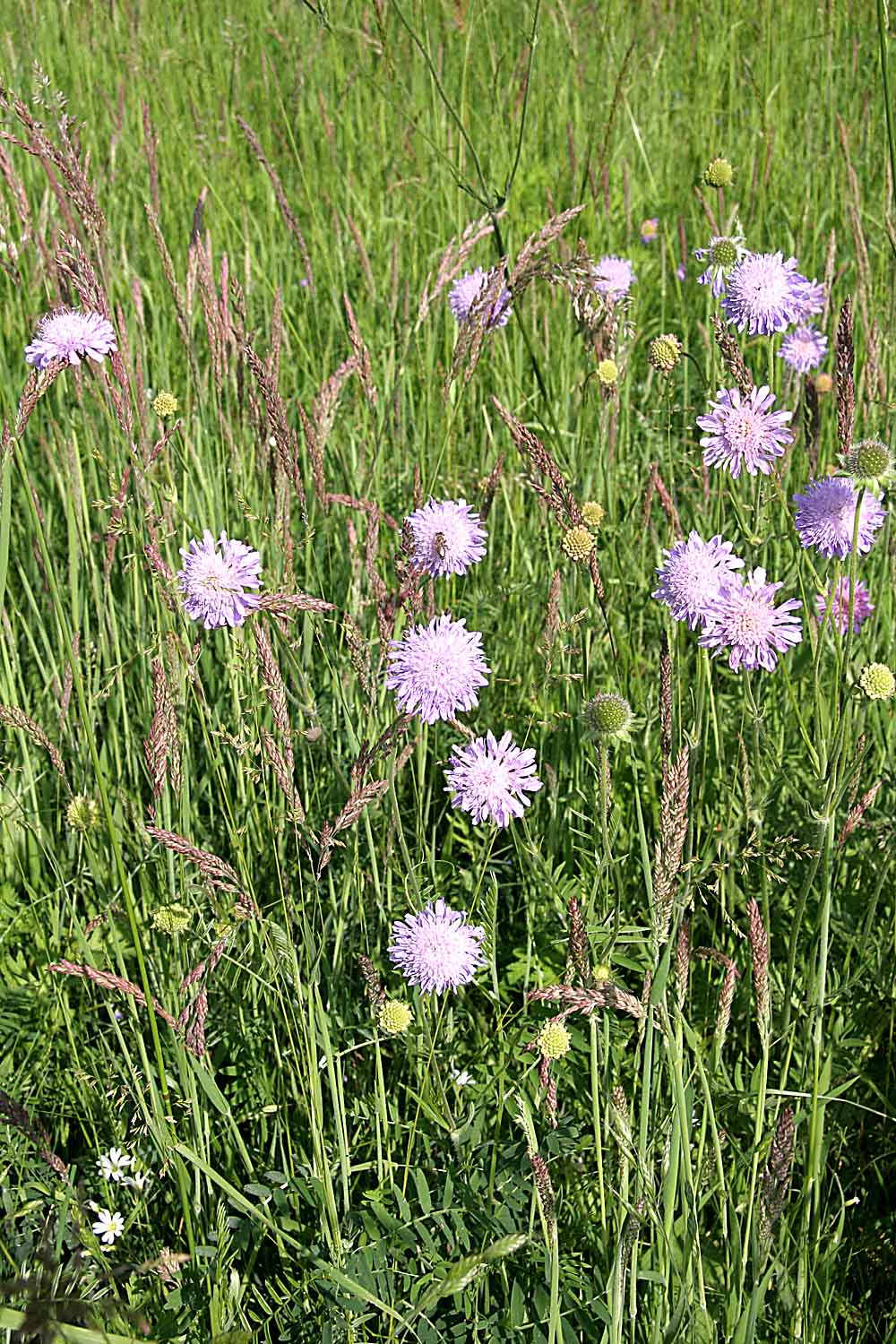
Vista de la planta

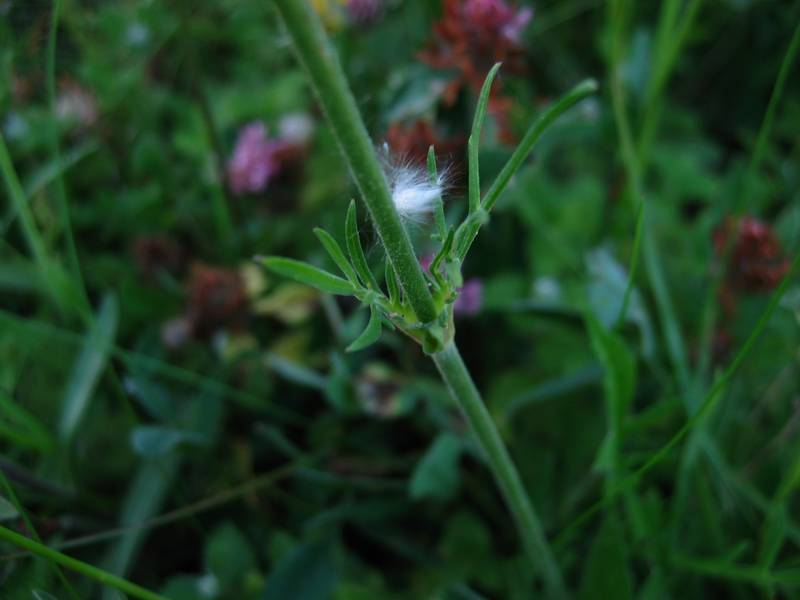
Hojas

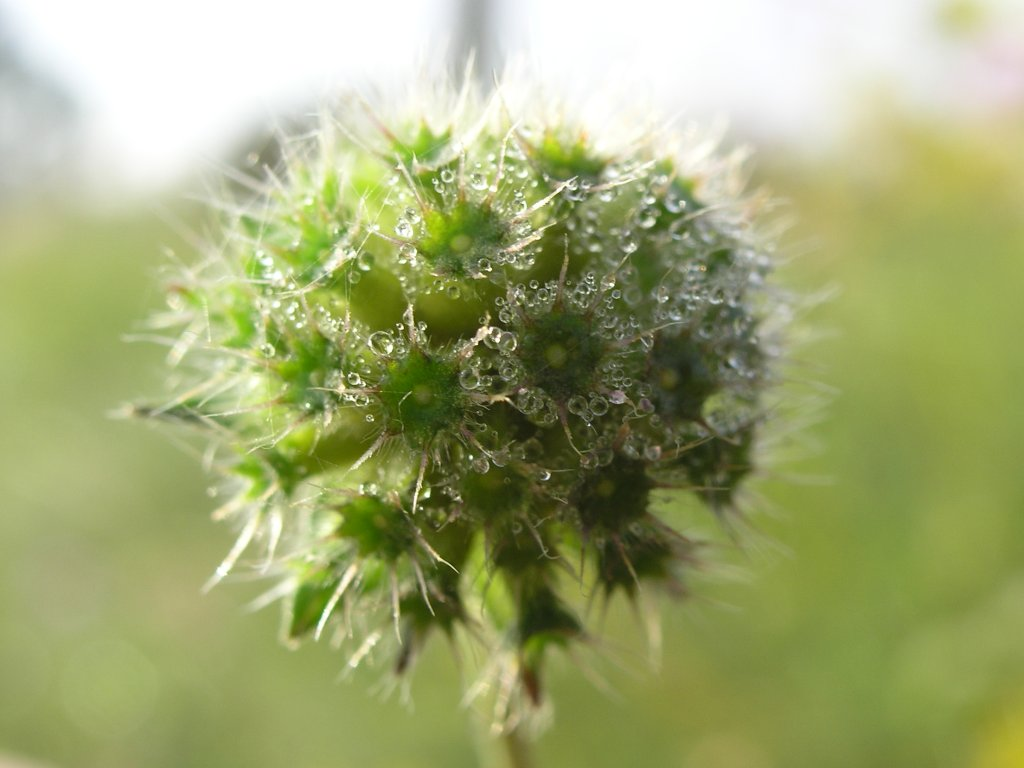
Fruta joven

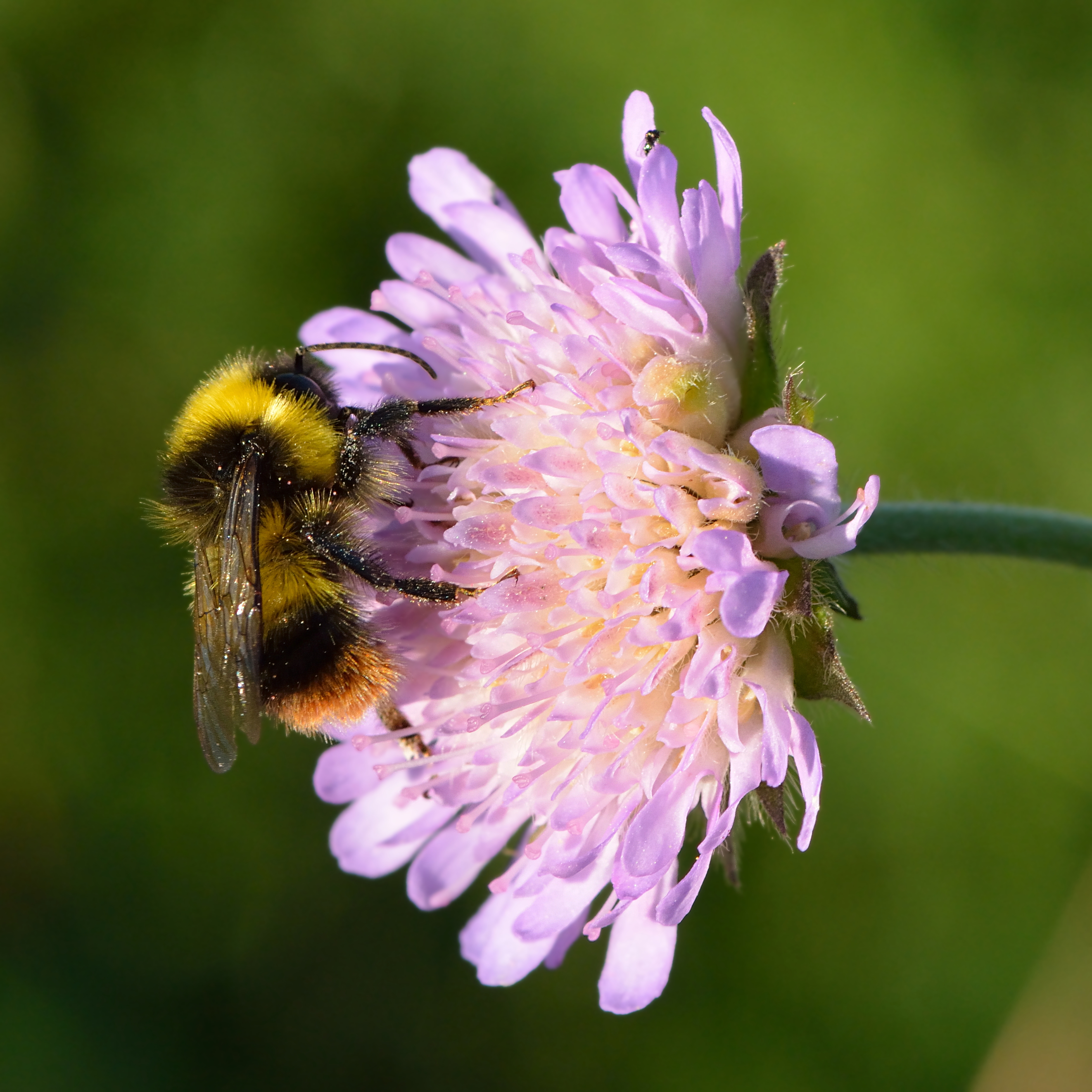

## Propiedades
- Rica en taninos se usa como depurativo.
- En homeopatía se usa en caso de eczemas o enfermedades cutáneas.
- Indicado para inapetencia, bronquitis, sarampión, estreñimiento y heridas.

Principios activos
Contiene: taninos, principios amargos: lactona sesquiterpénica.

## Taxonomía
El género fue descrito por (L.) Coult. y publicado en Mémoire sur les Dipsacées 29. 1823.
Etimología
Knautia: nombre genérico otorgado en honor de Christian Knaut (1654-1716), médico y botánico alemán, autor de un Methodus Plantarum genuina, qua notae characteristicae seu differentiae genericae ... perspicue delineantur..., Leipzig y Halle, 1716 –no hay duda, por lo que Linneo explica en el Hortus cliffortianus (1737) y autorizadamente interpreta Pritzel –cf. Thesaurus literaturae botanicae... (1872-1877)–; aunque algunos autores hayan dicho que se dedicó el género a Christoph Knaut (1638-1694), asimismo botánico y médico, hermano del anterior.
Arvensis: epíteto latino que significa "de cultivo en los campos".
Sinonimia
- Trichera arvensis (L.) Schrad.
- Knautia boderei Szabó
- Knautia arvensis (L.) Coult. subesp. polymorpha (F.W.Schmidt) Szabó
- Knautia arvensis (L.) Coult. subesp. pseudolongifolia (Szabó) O.Schwarz
- Knautia catalaunica Sennen ex Szabó
- Knautia arvensis (L.) Coult. subesp. pratensis Rouy
- Scabiosa arvensis L.
- Scabiosa polymorpha F.W.Schmidt[5]
- Anisodens arvensis (L.) Dulac
- Columbaria pratensis Fourr.
- Knautia alpigena Schur
- Knautia arvensis subsp. pannonica (Heuff.) O.Schwartz
- Knautia arvensis subsp. rosea (Baumg.) Soó
- Knautia carpathica Heuff.
- Knautia communis Godr.
- Knautia dumetorum Heuff.
- Knautia dumetorum var. breindlinii Beck
- Knautia exaltata Schur
- Knautia indivisa Boreau
- Knautia kitaibelii subsp. alpigena (Schur) Soó
- Knautia leucophaea Briq.
- Knautia neglecta F.Meurer
- Knautia pannonica Heuff.
- Knautia subacaulis Schur
- Knautia timeroyi Jord.
- Knautia variabilis F.W.Schultz
- Scabiosa arvensis var. rosea Baumg.
- Scabiosa vulgaris Garsault
- Succisa arvensis (L.) Raf.
- Trichera arvensis (L.) Schrad. ex Roem. & Schult.
- Trichera arvensis subsp. pannonica (Heuff.) Soják
- Trichera bohemica Nyman
- Trichera campestris Schult.
- Trichera carpathica Nyman
- Trichera communis Čelak.
- Trichera dumetorum Nyman
- Trichera exaltata Nyman
- Trichera hirsuta Schult.
- Trichera indivisa Nyman
- Trichera mollis Nyman
- Trichera pubescens Schrad. ex Roem. & Schult.
- Trichera timeroyi Nyman
- Trichera trivialis Nyman
- Trichera virgata Nyman[6]

## Nombres comunes
- Castellano: escabiosa, escabiosa mayor de los sembrados, escabiosa oficinal, hierba del sarampión, viuda silvestre, yerba para la sarna, fielera, follasquera.[5]